# Håkan Lindquist
Håkan Lindquist (Oskarshamn, 1958. március 28. – Stockholm, 2022. december 15.) svéd író, műfordító.

## Művei, tevékenysége
Első regénye (Min bror och hans bror) 1993-ban jelent meg; 2004-es magyar fordítása a Testvérem – testvéred címet kapta. Hőse a gimnazista Jonas, aki vonatbalesetben meghalt bátyja sorsát, egy különös, tragikus szerelem történetét próbálja felderíteni. A könyv megjelent franciául, norvégul, dánul, hollandul, görögül, olaszul, magyarul, izlandi nyelven és németül. Francia kiadása megkapta a Bordeaux-i Optikusok Irodalmi Díját, és beválasztották a könyvtárosok által az év tíz legjobb könyvének ítélt munkák közé.
Lindquist különböző skandináv kiadványoknál is közreműködött cikkek és kritikák szerzőjeként, számos novellát publikált Svédországban, Franciaországban, Finnországban, Izlandon, Magyarországon és az Egyesült Államokban. Ő a szerzője a William c. opera szövegkönyvének is (zenéjét B. Tommy Anderson szerezte), amely William Shakespeare és Christopher Marlowe (feltételezett) kapcsolatát dolgozza fel. Az operát 2006 júliusában mutatták be először, Vadstena várában.
Homoszexualitását nyíltan vállalta, barátjának neve Davy.

### Regényei
- 1993 – Min bror och hans bror. Magyarul egyelőre ez az egy regénye jelent meg, Testvérem – testvéred címmel (Masculus Kiadó, 2004, ISBN 9632160207).
- 1996 – Dröm att leva („Az éltető álom”)
- 2003 – Om att samla frimärken („A bélyeggyűjtésről”)
- 2006 – I ett annat land („Egy másik országban”)
- 2011 – Regn och åska („Eső és mennydörgés”)
- 2013 – Tre dagar och två nätter („Három nap és két éjjel”)
- 2020 – Ariel – tjugofyra/sju („Ariel – huszonnégy/hét”) ISBN 9789172262546

### Bibliográfia

#### Testvérem – testvéred
| Nyelv | Cím                         | Fordító                 | Kiadó                                                                     | Hely              | Év   | ISBN               |
| ----- | --------------------------- | ----------------------- | ------------------------------------------------------------------------- | ----------------- | ---- | ------------------ |
| sv    | Min bror och hans bror      | ×                       | Rabén & Sjögren                                                           | Stockholm         | 1993 | ISBN 9789129621693 |
| no    | Min bror og hans bror       | Henning Hagerup         | Gyldendal                                                                 | Oslo              | 1994 | ISBN 9788205226005 |
| dk    | Min bror og hans bror       | Tom Havemann            | Høst                                                                      | Koppenhága        | 1994 | ISBN 9788714192587 |
| sv    | Min bror och hans bror      | ×                       | Rabén & Sjögren                                                           | Stockholm         | 1996 | ISBN 9789129638530 |
| nl    | Ik heb een broer gehad      | Else Claus              | Clavis                                                                    | Amszterdam        | 1996 | ISBN 9789068223859 |
| is    | Bróðir minn og bróðir hans  | Ingibjörg Hjartardóttir | Skjaldborg                                                                | Reykjavík         | 1997 | ISBN 9789979573753 |
| fr    | Mon frère et son frère      | Anne Ruchaud            | Gaïa                                                                      | Larbey            | 2002 | ISBN 9782910030964 |
| sv    | Min bror och hans bror      | ×                       | Tiden Archiválva 2007. március 15-i dátummal a Wayback Machine-ben        | Stockholm         | 2002 | ISBN 9789188879110 |
| hu    | Testvérem – testvéred       | Farkas László           | Masculus                                                                  | Budapest          | 2004 | ISBN 9789632160207 |
| it    | Mio fratello e suo fratello | Simona Colombo          | Cardo                                                                     | Albano Laziale    | 2006 | ISBN 9788860750006 |
| fr    | Mon frère et son frère      | Anne Ruchaud            | 10/18                                                                     | Paris             | 2006 | ISBN 9782264040602 |
| de    | Paul, mein großer Bruder    | Carsten Neumann         | Bruno Gmünder                                                             | Berlin            | 2007 | ISBN 9783861874324 |
| en    | My brother and his brother  | Håkan Lindquist         | Bruno Gmünder                                                             | Berlin            | 2011 | ISBN 9783867870856 |
| nl    | Mijn broer en zijn broer    | Ludwig Beukers          | 't Verschil Archiválva 2011. november 24-i dátummal a Wayback Machine-ben | Antwerpen         | 2012 | ISBN 9789490952082 |
| es    | Mi hermano y su hermano     | Raquel Vazquez Ramil    | Editorial Egales                                                          | Barcelona, Madrid | 2012 | ISBN 9788492813599 |
| pl    | Mój brat i jego brat        | Justyna Czechowska      | AdPublik                                                                  | Varsó             | 2012 | ISBN 9788393464029 |

| Nyelv | Cím                 | Fordító                 | Kiadó           | Hely      | Év   | ISBN               |
| ----- | ------------------- | ----------------------- | --------------- | --------- | ---- | ------------------ |
| sv    | Dröm att leva       | ×                       | Rabén & Sjögren | Stockholm | 1996 | ISBN 9789129638530 |
| dk    | En særlig sommer    | Dorthe Wendt            | Modtryk         | Århus     | 1997 | ISBN 9788773944769 |
| is    | Í draumi lífsins    | Ingibjörg Hjartardóttir | Skjaldborg      | Reykjavík | 1998 | ISBN 9789979574156 |
| de    | Ein Traum vom Leben | Stephan Niederwieser    | Bruno Gmünder   | Berlin    | 2008 | ISBN 9783861878698 |

| Nyelv | Cím                             | Fordító         | Kiadó         | Hely           | Év   | ISBN               |
| ----- | ------------------------------- | --------------- | ------------- | -------------- | ---- | ------------------ |
| sv    | Om att samla frimärken          | ×               | Kabusa        | Göteborg       | 2003 | ISBN 9789189680104 |
| fr    | De collectionner les timbres    | Anne Ruchaud    | Gaïa          | Larbey         | 2004 | ISBN 9782847200300 |
| sv    | Om att samla frimärken          | ×               | Kabusa        | Göteborg       | 2006 | ISBN 9789189680128 |
| it    | Il collezionista di francobolli | Simona Colombo  | Cardo         | Albano Laziale | 2007 | ISBN 9788860750099 |
| en    | On Collecting Stamps            | Håkan Lindquist | Bruno Gmünder | Berlin         | 2012 | ISBN 9783867872461 |

| Nyelv | Cím              | Fordító           | Kiadó  | Hely       | Év   | ISBN               |
| ----- | ---------------- | ----------------- | ------ | ---------- | ---- | ------------------ |
| sv    | I ett annat land | ×                 | Kabusa | Göteborg   | 2006 | ISBN 9789189680678 |
| dk    | I et andet land  | Nanna Gyldenkærne | Høst   | Koppenhága | 2008 | ISBN 9788763807784 |

| Nyelv | Cím         | Fordító | Kiadó | Hely                          | Év   | ISBN |
| ----- | ----------- | ------- | ----- | ----------------------------- | ---- | ---- |
| sv    | Nära vatten | ×       | MEET  | Saint-Nazaire (Franciaország) | 2010 | ISBN |

| Nyelv | Cím                  | Fordító              | Kiadó             | Hely   | Év   | ISBN               |
| ----- | -------------------- | -------------------- | ----------------- | ------ | ---- | ------------------ |
| sv    | Regn och åska[5]     | ×                    | Charlie by Kabusa | ?      | 2011 | ISBN 9789197911078 |
| de    | Mein geliebter Regen | Stephan Niederwieser | Bruno Gmünder     | Berlin | 2011 | ISBN 9783867871167 |

| Nyelv | Cím                      | Fordító | Kiadó    | Hely      | Év   | ISBN               |
| ----- | ------------------------ | ------- | -------- | --------- | ---- | ------------------ |
| sv    | Tre dagar och två nätter | ×       | Telegram | Stockholm | 2013 | ISBN 9789174231847 |

## Magyarul megjelent művei
- Testvérem, testvéred; ford. Farkas László; Masculus, Bp., 2004

## Külső hivatkozások

### Magyarul

#### Interjúk
- Ifjúsági irodalom – Interjú Håkan Lindquist svéd íróval (Mások, 2004. augusztus)
- Testvérem – testvéred: beszélgetés Håkan Lindquisttel (Pride.hu, 2004. július 13.)
- Szerelmi történetek – Interjú Håkan Lindquist svéd íróval (Mások, 2006. november)

#### Ajánlók, ismertetők
- Könyvajánló a Masculus Kiadó honlapján
- A Masculus fesztiváli újdonságai (Gordon Agáta ismertetője a regényről, a szerzőről és az író-olvasó találkozóról, Mások, 2004. augusztus)

#### Novellák
- Mindennap álmodunk, mindennap ébredünk – novella (Mások, 2004. november)
- Útirajz – novella (Mások, 2006. november)

### Más nyelveken
- (angolul) Thibaut Odiette. Håkan Lindquist [portréfilm]. France: 1film1auteur.
- (angolul) Ismertető a szerzőről és műveiről
- (angolul) Cikk a William c. operáról
- (svédül) Részletes életrajz
- (svédül) Lindquist blogja (néhány helyen angol szöveg is található)